# Giorgio Chiellini
Giorgio Chiellini, italijanski nogometaš, * 14. avgust 1984, Pisa, Italija.
Chiellini je trenutno član Los Angeles FC. Visok je 193 cm, tehta pa 83 kg. Profesionalno kariero je začel v Livornu, za katerega je nastopal v Serie C1 in Serie B. Pred sezono 2004/2005 ga je kupil Juventus, vendar je omenjeno sezono kot posojen nogometaš odigral za Fiorentino. Po odlični debitantski sezoni v Serie A je v sezoni 2005/2006 dočakal tudi priložnost v dresu Juventusa. 
Novembra 2004 je Chiellini debitiral za italijansko reprezentanco na tekmi proti Finski. Z reprezentanco do 19 let je leta 2003 osvojil naslov evropskega prvaka, leta 2004 pa je na Olimpijskih igrah osvojil bronasto medaljo.